# Чемпион, Уилл
Уильям Илан «Уилл» Чемпион (англ. William Elan Champion, род. 31 июля 1978 года) — британский музыкант, ударник группы Coldplay. Родившийся в Саутгемптоне, в детстве он изучал различные инструменты под влиянием Боба Дилана, Тома Уэйтса, Ника Кейва и традиционного ирландского фолка. Его «энергичный» стиль игры на барабанах основан на приоритизации основных элементов песни, и иногда он берет на себя ведущие вокальные партии во время живых выступлений.
Чемпион получил степень по антропологии в Университетском колледже Лондона, где он присоединился к Coldplay вместе с Крисом Мартином, Джонни Баклендом и Гаем Берриманом. Группа подписала контракт с Parlophone в 1999 году, получив всемирную известность благодаря выпуску Parachutes, A Rush of Blood to the Head и последующим записям. Чемпион выиграл семь премий Грэмми и девять премий Brit Awards в составе Coldplay. По состоянию на 2021 год группа продала более ста миллионов альбомов по всему миру, что сделало их самой успешной группой XXI века.

## Ранние годы
Уильям Чемпион родился 31 июля 1978 года в Саутгемптоне, графство Хэмпшир, Англия, и был вторым ребёнком преподавателей археологии Тимоти и Сары Чемпионов. Он вырос в пригороде города Хайфилд недалеко от Саутгемптонского университета, где работали его родители. Поначалу учился в начальной школе Портсвуда; среднее образование получил в школе Кантелл и колледже Питера Саймондса. В юности Чемпион играл в крикет за Ford CC Чендлера вместе со своим старшим братом. Они также регулярно посещали церковь Хайфилд. Он прокомментировал, что музыка «постоянно звучит в стереосистеме дома», включая прослушивание «всего, от Боба Дилана, Тома Уэйтса и Ника Кейва до ирландской народной музыки». До Coldplay Чемпион играл в группе Fat Hamster.
Вдохновившись великими музыкантами, которых слушали его родители, он начал брать уроки игры на различных инструментах, включая скрипку и фортепиано с восьми лет; гитару в двенадцать и, в конечном итоге, бас с вистлом. Однако Чемпиону особо не всегда нравились сами уроки: он не умел читать ноты и вместо этого исполнял песни в основном по памяти. Несмотря на то, что он играл на барабанах в школе с помощью соседской установкой, инструмент его в тот момент не интересовал. Он работал в кассе театра Наффилд, когда ему было 14 лет.
Образование Чемпиона продолжилось в Университетском колледже Лондона, где он получил степень 2:1 по антропологии и познакомился с Крисом Мартином, Джонни Баклендом и Гаем Берриманом, в конечном итоге сформировав группу Coldplay. Спустя годы, во время интервью для журнала Drum!, он заявил, что опыт игры на других инструментах помог ему в координации и предложил точку зрения, отличную от других барабанщиков, являющаяся важной частью его стиля: «Знать разницу между мажорной и минорной тональностью тоже очень важно, и мне повезло научиться всему этому до того, как я начал играть на барабанах. Это больше связано с ощущением песни, знанием того, что подходит для песни, а не знанием того, как мощно играть в течение секунды или двух».

## Карьера

### Coldplay

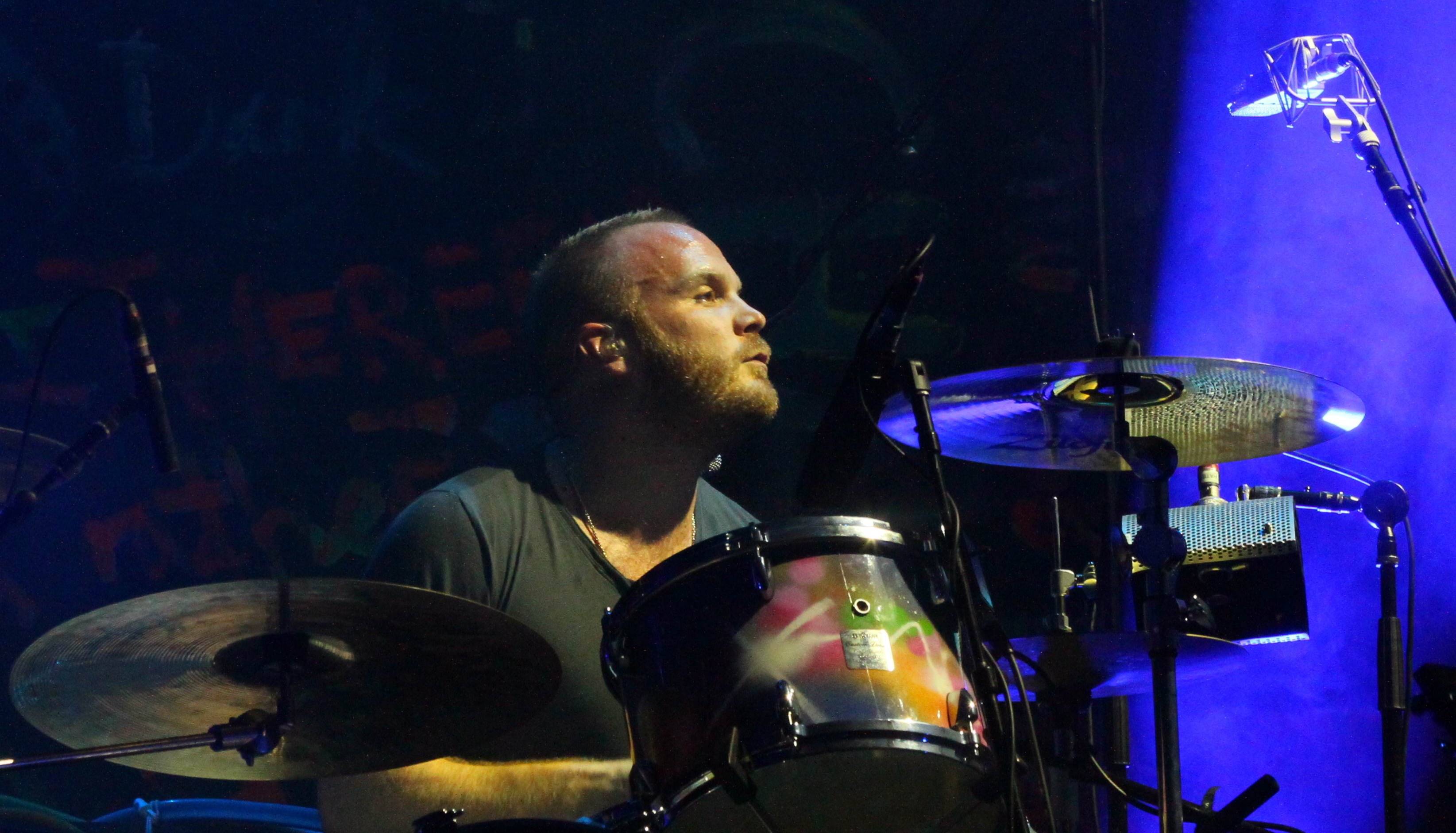
Чемпион на фестивале Fuji Rock Festival в июле 2011 года

Чемпион был четвёртым и последним участником, присоединившимся к группе в 1998 году. Он объяснил, что Мартин, Бакленд и Берриман пришли к нему домой, потому что у соседа по комнате была ударная установка и он был хорошим барабанщиком, но его не было в номере, «поэтому я просто сказал, что попробую». Они записали сессию, и в конце концов его пригласили в ансамбль, несмотря на то, что в целом у него не было предыдущего опыта. В 1999 году Мартин временно уволил его из группы из-за жарких дискуссий о его способностях барабанщика: «Три дня спустя остальные из нас чувствовали себя несчастными, […] мы попросили его вернуться. Они заставили меня выпить побольше водки и клюквенного морса в память о том, каким гадким я был на работе». Инцидент стал источником вдохновения для «Trouble», написанного как извинение перед ним.
В Coldplay Чемпион часто рассматривается как рациональность группы, а Мартин говорит о нём: «Когда я думаю о нем, я думаю о чем-то тяжелом и гранитном. Как основание статуи. Без этого вещь падает». Отвечая на вопросы фанатов, другие участники группы добавили, что у него «действительно есть очень разумная голова на плечах, и когда дело доходит до принятия решений, он действительно хорош в том, чтобы донести обоснованные доводы и удерживать внимание всех. Он часто имеет решающий голос и его решение иногда может преобладать над консенсусом». Ударника также часто хвалили его мультиинструментализм, описывая его как «человеческий музыкальный автомат». Хотя Бакленд и Берриман принимали участие в бэк-вокале, Чемпион оставался самым заметным, как показано во время тура Viva la Vida, когда он исполнил акустическую версию песни «Death Will Never Conquer», позже включенной в концертный альбом группы LeftRightLeftRightLeft. Его ведущий вокал также можно услышать на «The Goldrush», стороне «Б» Life in Technicolor II. Его исполнение «In My Place» из тура A Head Full of Dreams было выпущено на Live in Buenos Aires.

### Другие проекты
Чемпион был сольным музыкантом на дебютном альбоме клавишника a-ha Магне Фурухольмена Past Perfect Future Tense вместе с Гаем Берриманом. В 2011 году барабанщик снялся в видео кампании Beat for Peace, которая «призывает мировых лидеров принять срочные дипломатические меры» и «предотвратить возвращение всех конфликтов в Судан». Он также появился в эпизодической роли одного из музыкантов на «Красной свадьбе» в эпизоде «Рейны из Кастамере» сериала «Игра престолов», который вышел в эфир 2 июня 2013 года. В следующем году он участвовал в записи совместного альбома Брайана Ино и Карла Хайда Someday World. Известно, что Чемпион также поддерживал журнал о еде и вине Noble Rot, став инвестором одноимённых ресторанов. В 2017 году он посетил Саутгемптонский университет, чтобы поговорить со студентами-музыкантами о сочинении музыки, студийной записи, живых выступлениях и управлении славой. Вместе с Баклендом барабанщик помогал Джоди Уиттакер в её кавере на песню «Yellow» для альбома BBC Children in Need в 2019 году. Он также был гостем на DramathonLIVE, благотворительном мероприятии, посвященном сбору средств для психического здоровья детей. В 2023 году он получил почетную степень Honoris causa доктора музыки Саутгемптонского университета.

## Музыкальный стиль
Первой ударной установкой Чемпиона была Yamaha 9000. Однако, начиная с A Rush of Blood to the Head, он использует индивидуальный кленовый набор с большим барабаном 22 x 16 дюймов, реечным томом 13 x 9 дюймов, полом 16 x 15 дюймовым томом, различные малые барабаны и тарелки Zildjian (20-дюймовый райд K Heavy, блестящая отделка; два 18-дюймовых крэша A Custom Medium и 14-дюймовые хай-хэты K Custom Dark). Пластики имеют покрытие Remo. Чемпион играет барабанными палочками Pro-Mark из дерева гикори. На некоторых концертах Чемпион играет также оборудованием Yamaha, барабанным троном Roc-N-Soc, двумя электронными барабанными и одним электронным перкуссионным пэдом. Известный своим энергичным стилем игры на барабанах, он поначалу не был уверен в том, чтобы играть громко или тяжело, что стало частью его выступления: «Это моя коронная фишка - подождите, продолжайте ждать» и «в последний момент, когда это возможно, приходите, я и привлеку к себе внимание».
Отвечая на вопрос о том, какие песни Coldplay, по его мнению, являются его техническими или «чувственными» лучшими, Чемпион заявил, что больше всего гордится треками, в которых все сводится к предметам первой необходимости, приведя в качестве примера «Viva la Vida»: «Это просто бочка, колокольчик и немного литавр здесь и там, но это так просто […] Мы пробовали с этим так много разных вещей, четыре бита, рок-биты, все — но ничего не сработало. Это был тот случай, когда нужно было урезать абсолютно все до самого-самого минимума. Скрипки, мелодии и все такое так много сложностей, я просто чувствовал, что это должно быть просто, без излишеств, просто обычная песня». Он упомянул Джинджера Бейкера из Cream, Джона Бонема из Led Zeppelin и Дэйва Грола из Foo Fighters и Nirvana как своих любимых барабанщиков, получив в ответ комплименты от последнего.

## Личная жизнь
По данным The Times, по состоянию на май 2022 года состояние Чемпиона оценивается в 113 миллионов фунтов стерлингов. Он долго является фанатом футбольного клуба «Саутгемптон», много лет владеет сезонным билетом. Его родители Тим и Сара выступали диджеями в качестве Champion Tunes в местных пабах, до того как последняя умерла от рака в 2000 году. Её похороны были назначены на тот же день, когда Coldplay должны были снимать видеоклип на «Yellow», поэтому в эфире появился только Мартин. Их дебютный альбом Parachutes позже был посвящен матери Чемпиона. В 2003 году он женился на учительнице Марианне Дарк, став первым участником группы, вступившим в брак. У Чемпиона трое детей, и они живут в районе Хэмпстед (Камдене, Лондон).
Отвечая на вопрос о славе, Чемпион сказал, что ему нравится, что после игры на стадионах по всему миру он может «исчезнуть» обратно к своим детям (которые изучают игру на скрипке по методу Судзуки) и жене (которая поет в частном хоре Брайана Ино). Эта «способность» стала предметом шуток британского комика Ниша Кумара в «Живом у Аполлона». Барабанщик также прокомментировал, что его любимое немузыкальное занятие — готовка и танцы с женой в их доме. Его бэк-вокал был включен в заглавный трек альбома Everyday Life, став тем музыкальным произведением, которое больше всего нравится самому Чемпиону в альбоме. Во время мирового турне Music of the Spheres он рисовал на своих барабанах рисунки для каждого посещенного города.